# Tutufa bufo
Tutufa bufo (Röding, 1798) è un gasteropode della famiglia Bursidae, diffuso nell'Indo-Pacifico.
Le dimensioni della sua conchiglia variano da 50 a 240 mm.